# ژژن
ژژن (به لهستانی:  Żyrzyn) یک روستا در لهستان است که در گمینا ژژن واقع شده‌است. ژژن ۱٬۴۰۰ نفر جمعیت دارد.